# 迪济 (沃州)
迪济（法語：Dizy）是瑞士联邦西部法语区的沃州下设的一个镇。在行政上属于莫尔日区管辖。迪济的总面积为3.04平方公里。截至2010年底，总人口为221。

## 地理
西以沃诺日河为界。